# Aulacobothrus popovi
Aulacobothrus popovi är en insektsart som beskrevs av Nicholas David Jago 1996. Aulacobothrus popovi ingår i släktet Aulacobothrus och familjen gräshoppor. Inga underarter finns listade i Catalogue of Life.